# Sekretärstasche
Sekretärstasche ist ein Kunstobjekt von Joseph Beuys aus dem Jahr 1976. Es befindet sich seit 2008 in der Sammlung der Scottish National Gallery, Edinburgh, Schottland.

## Beschreibung
Das auf einem 408 mal 248 mm großen Träger aufliegende Objekt besteht aus einer brauen Versandtasche aus Kraftpapier und Karton. Aus der unverschlossenen Öffnung lugen zwei Blätter weißen Schreibpapiers heraus. Im Innern des Umschlags befinden sich weitere Blätter. Das oberste der herauslugenden Blätter trägt die Seitenzahl 11 und ist in blauer Tinte mit einem handschriftlichen Text beschrieben. Als Überschrift des Textes sind die Worte „The Energie Plan of the Western Man“ zu lesen. Der rückseitige Karton der Versandtasche trägt unter der unverschlossenen Öffnung des Umschlags die mit Bleistift gezeichnete Unterschrift Beuys und einige Zentimeter darunter – ebenfalls handschriftlich in Bleistift – den Titel Sekretärstasche. Die (nicht sichtbare) Vorderseite des Umschlags trägt als datierte Widmung die Beschriftung Joseph Beuys 1976 für Heiner.

## Geschichte und Bedeutung
Die Widmung bezieht sich auf Heiner Bastian, der 1976 als Privatsekretär des Künstlers arbeitete und für seine Dienste von Beuys durch Schenkung von künstlerischen Werken honoriert wurde. Der Titel der Arbeit Sekretärstasche bezieht sich als Kompositum einerseits auf die dienstliche Funktion Bastians, das Sekretariat, und andererseits auf den Umschlag, die Versandtasche. Weil die Übergabe des Objekts der Entlohnung des Sekretärs diente, kann das Objekt auch die Assoziation einer Lohntüte hervorrufen. Die Phrase „The Energie Plan of the Western Man“, die als Überschrift die Seite 11 des Manuskripts anführt, bezieht sich auf einen Redetext, den Beuys 1974 für eine zehntägige Vortragsreise in den Vereinigten Staaten entwickelt hatte und bei der er durch Reden in Bildungseinrichtungen in New York City, Chicago und Minneapolis insbesondere seine Kunsttheorie der „Sozialen Plastik“ vermitteln wollte. Im zeitgenössischen Kontext der Ölpreiskrise gebrauchte Beuys in seinen Vorträgen die Metapher von einer Energiekrise der Westlichen Welt, um seine Zuhörer davon zu überzeugen, dass sich jeder Mensch durch Entwicklung der eigenen kreativen Ressourcen befreien könne.
Den Titel Sekretärstasche verwandte Beuys auch im Jahr 1981 bei der Herstellung von 500 Multiples, die je aus einer gestempelten und beschrifteten Versandtasche sowie zwei Faksimile-Drucken auf Folie und Karton bestehen.